# Novo Horizonte
Nova Horizonte este un oraș în statul Bahia (BA) din Brazilia.